# Lakeside (Florida)
Lakeside ist ein census-designated place (CDP) im Clay County im US-Bundesstaat Florida. Das U.S. Census Bureau hat bei der Volkszählung 2020 eine Einwohnerzahl von 31.275 ermittelt.

## Geographie
Lakeside liegt rund 5 km südlich von Jacksonville sowie etwa 20 km nördlich von Green Cove Springs. Der CDP wird von den Florida State Roads 21 und 224 durchquert bzw. tangiert.

## Demographische Daten
Laut der Volkszählung 2010 verteilten sich die damaligen 30.943 Einwohner auf 12.292 Haushalte. Die Bevölkerungsdichte lag bei 787,4 Einw./km². 80,9 % der Bevölkerung bezeichneten sich als Weiße, 10,0 % als Afroamerikaner, 0,5 % als Indianer und 3,0 % als Asian Americans. 1,9 % gaben die Angehörigkeit zu einer anderen Ethnie und 3,7 % zu mehreren Ethnien an. 8,1 % der Bevölkerung bestand aus Hispanics oder Latinos.
Im Jahr 2010 lebten in 36,1 % aller Haushalte Kinder unter 18 Jahren sowie 24,1 % aller Haushalte Personen mit mindestens 65 Jahren. 76,6 % der Haushalte waren Familienhaushalte (bestehend aus verheirateten Paaren mit oder ohne Nachkommen bzw. einem Elternteil mit Nachkomme). Die durchschnittliche Größe eines Haushalts lag bei 2,72 Personen und die durchschnittliche Familiengröße bei 3,06 Personen.
27,0 % der Bevölkerung waren jünger als 20 Jahre, 25,0 % waren 20 bis 39 Jahre alt, 30,4 % waren 40 bis 59 Jahre alt und 18,6 % waren mindestens 60 Jahre alt. Das mittlere Alter betrug 39 Jahre. 48,6 % der Bevölkerung waren männlich und 51,4 % weiblich.
Das durchschnittliche Jahreseinkommen lag bei 60.593 $, dabei lebten 7,9 % der Bevölkerung unter der Armutsgrenze.
Im Jahr 2000 war Englisch die Muttersprache von 91,91 % der Bevölkerung, spanisch sprachen 5,22 % und 2,87 % hatten eine andere Muttersprache.